# Mark Martin
Mark Anthony Martin, född den 9 januari 1959 i Batesville, Arkansas, USA, är en amerikansk före detta racerförare.

## Racingkarriär
Martin gjorde sitt första race i Nascar 1981, och vann sitt första race på Rockingham 1989. Han blev sedan stjärnan i Roush Fenway Racings Ford-team, och slutade tvåa i serien 1990, 1994, 1998 och 2002. Han har även vunnit International Race of Champions vid fem tillfällen, vilket han är den ende föraren att någonsin lyckas med. Martin avslutade från början sin fulltidskarriär efter 2006, men körde med vissa framgångar på deltid under ett par år efteråt, innan han överraskande skrev på för Hendrick Motorsports för 2009, vilket gjorde honom till den äldste föraren i ett toppteam vid tidpunkten. Han överraskade dessutom genom att kvala in som tvåa för säsongspremiären Daytona 500, även om racet inte blev samma succé. Hans första halva av säsongen gav två segrar, men även flera krascher.
Under den andra halvan visade Martin att han hade hittat rätt, och nådde till slut the Chase efter en bra slutspurt på grundserien. Han vann även den första tävlingen i mästerskapsserien, men kunde till slut inte hindra teamkollegan Jimmie Johnson att ta sin fjärde raka titel. Dock slutade Martin på andra plats i mästerskapet vid 50 års ålder, något som aldrig tidigare någon gjort. Säsongen 2010 kommer Martin fortsätta med Hendrick.